# National Television Network
National Television Network, également connue sous le nom de NTN 2, est la chaîne de télévision généraliste publique saint-lucienne.

## Histoire de la chaîne
La National Television Network est officiellement lancée le 14 octobre 2001 depuis la résidence officielle du Premier ministre située dans le quartier de Vigie, à Castries. 
La chaîne est construite comme un service public de télévision dont les objectifs sont de proposer au public des programmes alternatifs à ceux des chaînes privées, d'accroître le volume de productions locales et de fournir des opportunités pour les producteurs locaux, les communautés et les organisations pour qu'ils puissent raconter leurs histoires à travers ce média de masse qu'est la télévision.
La chaîne doit également relayer les messages et informations émanant des organes officiels ou publics ainsi que des organisations nationales.

## Diffusion
National Television Network est diffusée sur le canal 2 du réseau câblé Cablevision.